# 美人计 (1946年电影)
《美人計》，是1946年美國間諜黑色電影由亞佛烈德·希區考克導演和製作，並由卡萊·葛倫，英格麗·褒曼和克勞德·雷恩斯主演，三個人的生活在一次間諜行動中變得親密無間。
本片講述了美國政府特工德夫林（卡萊·葛倫 飾）在二戰後躲藏在里約熱內盧的法本公司高管圈子中，尋求德國戰犯之女艾麗西亞·休伯曼（英格麗·褒曼 飾）的幫助。當兩人墜入愛河時，情況變得複雜起來，因為休伯曼被指示勾引亞歷山大·塞巴斯（克勞德·雷恩斯 飾），他是法本公司的一名高管，此前曾迷戀過她。該片於1945年末和1946年初拍攝，並於1946年8月由雷電華電影公司發行。
評論家和學者認為《美人計》在藝術上標誌著希區考克的分水嶺，並代表了更高的主題成熟度。他的傳記作者唐納·史波托寫道：“《美人計》實際上是亞佛烈德·希區考克在46歲時第一次嘗試將他的才華用於創作一個嚴肅的愛情故事，以及兩個男人愛上英格麗·褒曼的故事。只能在他生命的這個階段製作。” 2006年，《美人計》被美國國會圖書館選為“在文化、歷史或美學上具有重要意義”在國家電影登記表保存。

## 劇情
1946年4月，一名被定罪的納粹間諜的美國女兒艾麗西亞·休伯曼被政府特工德夫林招募，以滲透到二戰後移居巴西的納粹組織。當艾麗西亞拒絕幫助警察時，德夫林播放了她與父親打架的錄音，並堅稱她愛美國。

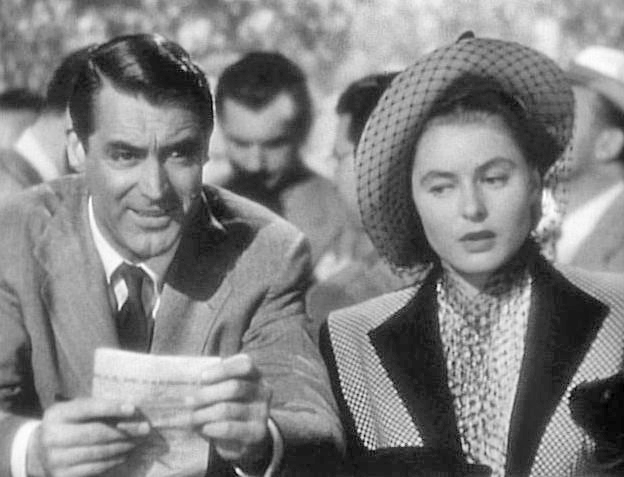
德夫林和艾麗西亞在馬場賽道上相遇，亞歷山大在看台上觀看。

在等待她在里約熱內盧的任務細節時，艾麗西亞和德夫林墜入愛河，儘管他對她過去混雜的過去的了解使他的感情變得複雜。當德夫林得到指示要說服她去勾引亞歷山大·塞巴斯（她父親的朋友之一，也是法本公司高管的主要成員）時，德夫林未能說服上
級相信艾麗西亞不適合這份工作。德夫林還被告知塞巴斯曾經愛過艾麗西亞。德夫林在向艾麗西亞通報任務時表現出堅忍的態度。艾麗西亞得出的結論是，他只是在工作中假裝愛她。
德夫林設法讓艾麗西亞在賽馬會俱樂部見到塞巴斯。他認出了她並邀請她共進晚餐，他說他一直都知道他們會團聚。塞巴斯很快邀請艾麗西亞第二天晚上在他家共進晚餐，他將在那裡招待一些商業熟人。美國特勤局的德夫林和保羅·普雷史科特上尉告訴艾麗西亞記住那裡每個人的姓名和國籍。晚餐時，艾麗西亞注意到一位賓客看到某個酒瓶變得激動，並迅速被帶出房間。晚宴結束時，紳士們獨自一人，這位賓客道歉並試圖回家，但另一個人堅持要開車送他，暗示他會殺了他。
很快，艾麗西亞向德夫林報告：“你可以將塞巴斯的名字添加到我的玩伴名單中。”當塞巴斯求婚時，艾麗西亞通知了德夫林；他冷冷地告訴她隨心所欲。深感失望，她嫁給了塞巴斯。

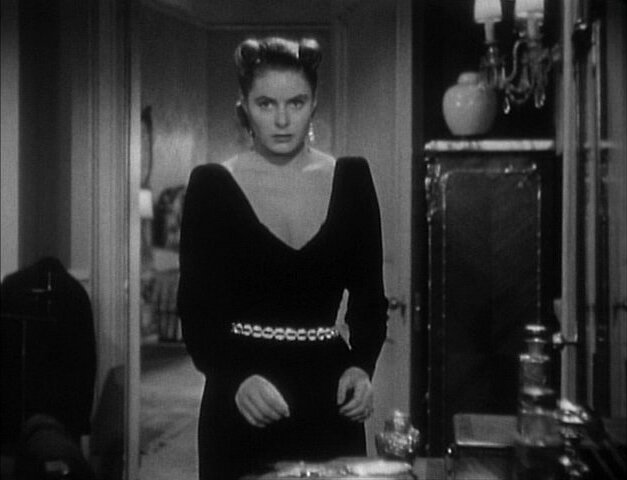
拿著酒窖鑰匙則穿著了為亞歷山大派對禮服的艾麗西亞。由伊迪絲·海德設計

在她度完蜜月回來後，艾麗西亞能夠告訴德夫林，她丈夫給她的鑰匙圈缺少酒窖的鑰匙。那個，以及晚宴上的酒瓶事件，導致德夫林敦促艾麗西亞舉辦一場盛大的派對，以便他進行調查。艾麗西亞偷偷從塞巴斯的戒指中偷走了鑰匙，德夫林和艾麗西亞搜查了地窖。德夫林不小心打破了一個酒瓶；裡面是黑色的沙子，後來證明是鈾礦石。德夫林取樣並清理乾淨，然後鎖上門，而塞巴斯下樓來喝更多的香檳。艾麗西亞和德夫林親吻以掩蓋他們的踪跡。德夫林悄然離去。塞巴斯意識到地窖鑰匙不見了——但一夜之間它又回到了他的鑰匙圈上。當他回到地窖時，他從破酒瓶裡找到了玻璃和沙子。
現在塞巴斯有一個問題：他必須讓艾麗西亞保持沉默，但不能在不向其他納粹流亡者揭露他自己的錯誤的情況下揭露她。當塞巴斯與他的母親討論情況時，她建議艾麗西亞“慢慢地”死於中毒。他們給她的咖啡下毒，她很快就病倒了。在塞巴斯的朋友安德森博士拜訪期間，艾麗西亞意識到鈾的開採地點以及導致她生病的原因。艾麗西亞倒下了，被帶到她的房間，電話已被移走，她虛弱得無法離開。
當艾麗西亞五天沒有出現在他們的約會地點時，德夫林驚慌失措並偷偷溜進艾麗西亞的房間，她告訴他塞巴斯和他的母親毒害了她。在坦白了對她的愛之後，德夫林在塞巴斯的同謀們眾目睽睽之下將她帶出豪宅。塞巴斯和他的母親同意德夫林關於艾麗西亞必須去醫院的故事。在外頭，塞巴斯請求和他們一起去，但德夫林和艾麗西亞開車離開時，留下塞巴斯來迎接他的命運。

## 演員表
- 卡萊·葛倫 飾 德夫林（T. R. Devlin）
- 英格麗·褒曼 飾 艾麗西亞·休伯曼（Alicia Huberman）
- 克勞德·雷恩斯 飾 亞歷山大·塞巴斯（Alexander Sebastian）
- 利奧珀丁·康斯坦丁（英语：Leopoldine Konstantin） 飾 安娜·塞巴斯太太（Madame Anna Sebastian）
- 路易斯·卡爾亨（英语：Louis Calhern） 飾 特勤局隊長保羅·普雷史考特（Captain Paul Prescott）, 美國特勤局的一名官員
- 萊恩霍德・施澤爾（英语：Reinhold Schünzel） 飾 安德森博士（Dr. Anderson）, 一位納粹陰謀家
- 摩洛尼·奧爾森（英语：Moroni Olsen） 飾 沃爾特·比爾茲利（Walter Beardsley），另一位特勤局官員
- 伊萬·特里索（英语：Ivan Triesault） 飾 埃里克·馬西斯（Eric Mathis），一位納粹陰謀家
- 亞歷西斯·米諾蒂斯（英语：Alexis Minotis） 飾 約瑟夫（Joseph），塞巴斯的管家（被稱為亞歷克斯·米諾蒂斯，Alex Minotis）
- 沃利·布朗（英语：Wally Brown） 飾 霍金斯先生（Mr. Hopkins）
- 查爾斯·門德（英语：Charles Mendl） 飾 准將
- 里卡多·科斯塔（Ricardo Costa）飾 胡里奧·巴博薩博士（Dr. Julio Barbosa）
- 埃伯哈德·克魯姆施密特（Eberhard Krumschmidt）飾 埃米爾·胡普卡（Emil Hupka），一名納粹同謀者
- 費伊·貝克（英语：Fay Baker） 飾 埃塞爾（Ethel）
- 碧雅・貝納德雷（英语：Bea Benaderet） 飾 檔案管理員（未掛名）
- 彼得·馮·澤內克（Peter von Zerneck） 飾 威廉·羅斯納（Wilhelm Rossner）, 一位納粹陰謀家（未掛名）
- 弗里德里希·馮·萊德布（英语：Friedrich von Ledebur） 飾 克納（Knerr）, 一位納粹陰謀家（未掛名）

## 演員表備註

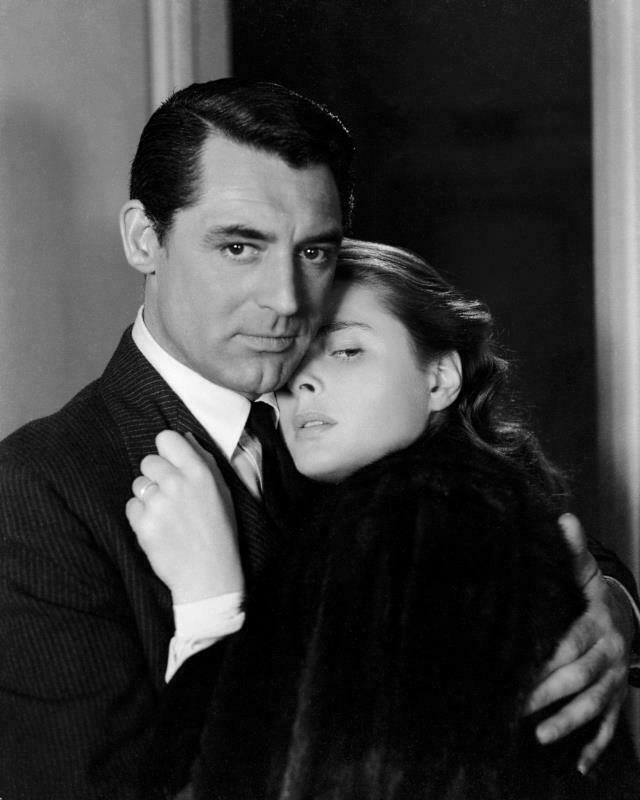
《美人計》中的卡萊·葛倫和英格麗·褒曼（1946年）

傳記作家派屈克·麥吉利根寫道：“希區考克很少能夠為他1940年代的任何電影找到夢想中的演員陣容，但《美人計》是一個光榮的例外。” 事實上，以走私鈾的故事為背景，“這對浪漫的搭檔卡萊·葛倫和英格麗·褒曼承諾會帶來堪比原子彈爆炸的票房。”
然而，並不是每個人都這麼認為，最引人注目的是該項目的原始製作人大衛·賽茲尼克。在將產權賣給雷電華以籌集一些快速現金後，賽茲尼克努力遊說讓約瑟夫·考登取代卡萊·葛倫。美國剛剛向日本投下原子彈，賽茲尼克認為第一部關於原子武器的電影將是最成功的——而卡萊·葛倫三個月後才出現。  賽茲尼克還認為卡萊·葛倫很難管理並提出高薪要求， 但最能說明問題的是——賽茲尼克擁有約瑟夫·考登的合同。 希區考克和雷電華製作主管威廉·多齊爾援引項目銷售合同中的一項條款，阻止了賽茲尼克的嘗試，卡萊·葛倫在1945年8月下旬與英格麗·褒曼簽約。 
希區考克曾希望克利夫頓·韋伯扮演亞歷山大·塞巴斯。 賽茲尼克以典型的賽茲尼克備忘錄式的風格向克勞德·雷恩斯施壓：“克勞德·雷恩斯提供了‘一個極大地建立《美人計》總規模的機會...... 不要浪費一天時間來敲定雷恩斯的交易。’” 無論他們是從賽茲尼克的票房角度還是從藝術角度考慮，威廉·多齊爾和希區柯克都同意，雷恩斯的表演將塞巴斯變成了希區考克的經典反派：富有同情心、細緻入微，在某些方面與主角一樣令人欽佩。
 最終的主要演員決定是他。塞巴斯，亞歷克斯的母親。“詭異般的、專橫的納粹主婦要求更強大、更年老的存在”， 當試圖獲得埃塞爾·巴里摩爾和米爾德麗德·納特威克失敗時，德國演員萊恩霍德・施澤爾向希區考克和威廉·多齊爾推薦了利奧珀丁·康斯坦丁。康斯坦丁是戰前德國最偉大的女演員之一。 《美人計》是康斯坦丁唯一的美國電影露面，並且是“希區考克電影中令人難忘的肖像之一”。 

## 製作

### 前期製作
《美人計》的開始是大衛·賽茲尼克的作品，但當本片在美國1946年8月上映屏幕時，就帶有雷電華電影公司的標誌。亞弗雷德·希區考克成為了製片人，但在他隨後的所有電影中，他都將自己的電影學分限制在“導演”上，而他的佔有欲則超過了片名。
大約兩年前，1944年8月，希區考克和賽茲尼克的故事剪輯瑪格麗特·麥克唐納（Margaret McDonell）共進午餐。她給賽茲尼克的備忘錄說，希區考克“非常渴望與英格麗·褒曼（作為）這個女人一起寫一個關於自信技巧的大規模故事……她的訓練將像瑪塔·哈里的訓練一樣精細。” 幾個星期後，希區考克繼續他的談話，這次是在查森餐廳與雷電華電影公司的主管威廉·多齊爾一起用餐，並將其定位為“一個女人為了政治目的被賣成性奴役的故事”。 到了這個時候，他有一個他喜歡的單字頭銜：《美人計》（Notorious）。 宣傳很有說服力：多齊爾很快與賽茲尼克進行了談判，提出購買該物業及其人員，以便在雷電華進行生產。
威廉·多齊爾的興趣重新點燃了賽茲尼克的興趣，而到那時為止，這只是不溫不火。也許讓希區考克開始思考的是《龍之歌》（The Song of the Dragon），本作是約翰·泰恩托·富特的短篇小說，於1921年11月在《星期六晚郵報》上以兩部分連載形式出現；賽茲尼克擁有該作的權利，在拍攝《意亂情迷》期間將其從他未製作的故事文件中傳遞給了希區考克。 《龍之歌》以第一次世界大戰期間的紐約為背景，講述了一位戲劇製片人與聯邦特工接觸的故事，該劇製片人希望得到他的幫助，招募一位與他有過關係的女演員，以勾引一夥黑幫的頭目。敵人的破壞者。 雖然這個故事只是一個名義上的起點，“提供了一些靈感，但最終的敘述是純粹的希區考克”。
希區考克於1944年聖誕節前往英國，當他返回時，他有一個大綱供賽茲尼克細讀。 製片人批准了劇本的開發，希區考克撤離到尼亞克，與班·赫克特合作了三週，他剛剛與他合作過《意亂情迷》。兩人將在赫克特家工作，希區考克晚上在紐約瑞吉酒店趕工。兩人有著非常順利和富有成果的合作夥伴關係，部分原因是赫克特並不真正關心希區柯克重寫了多少他的作品：
他們的故事會議是田園詩般的。赫克特先生會在椅子或沙發上大步走來或將自己披在身上，或在地板上伸展開來。希區考克先生，一尊192磅重的佛像（從295磅減少）會拘謹地坐在直背椅上，雙手交叉在腹部，圓圓的鈕扣眼睛閃閃發光。他們從九點聊到六點；赫克特先生會帶著他的打字機偷偷溜走兩三天；然後他們將舉行另一場會議。和平鴿在這個過程中連一根羽毛都沒有掉。
希區考克在3月下旬將他和赫克特的劇本交給了賽茲尼克，但製片人卻被捲入了他的西部史詩片《太陽浴血記》的混亂問題中。起初，他在家里安排了故事會議，通常開始時間是晚上11點， 讓赫克特和希區考克都深感煩惱。兩人將在羅曼諾夫餐廳用餐，並“對希區柯克認為的一流劇本進行辯護”。 不過很快，《太陽浴血記》的問題就解決了，賽茲尼克將《美人計》降級為他的精神支柱。 
在原故事的諸多變化中，有一個是引入了麥高芬：納粹分子在塞巴斯的酒窖中藏匿了一處鈾儲藏室。 當時，鈾被用於核武器的研製還不為人所知，賽茲尼克很難理解它作為陰謀裝置的用途。事實上，希區考克後來聲稱，1945年中期，他和赫希特在加州理工學院與羅伯特·密立根討論鈾問題後，他被FBI跟踪了幾個月。 無論如何，1945年8月6日在廣島投下的原子彈，以及曼哈頓計畫細節的公佈，消除了人們對其用途的任何疑慮。
到1945年6月，《美人計》達到了轉折點。賽茲尼克“對一部他從未真正感興趣的電影失去了信心”； 麥高芬仍然困擾著他，德夫林角色也是如此，他擔心觀眾會不喜歡艾麗西亞這個角色。 然而，更令人擔憂的是，《太陽浴血記》消耗了他的現金儲備。最後，他同意將《美人計》包出售給雷電華：劇本、英格麗·褒曼和希區考克。
這筆交易是一個雙贏的局面：賽茲尼克獲得了80萬美元的現金，外加50%的利潤，雷電華獲得了一個擁有一顆冉冉升起的明星和一位新晉導演的聲望製作，而希區考克雖然沒有收到任何錢，但確實逃脫了賽茲尼克令人窒息的拇指。 他也第一次成為了自己的製片人，這對他來說是重要的一步：“監督從劇本的打磨到無數後期製作細節的談判，導演可以向整個行業展示他作為一位高管。” 雷電華於1945年7月中旬承擔了該項目，並提供了辦公空間、工作室空間、分銷和自由。
然而，賽茲尼克並沒有完全逃脫。他辯稱，他在利潤中所占的50%的股份仍然使他有權投入到該項目中。他仍然口述了大量關於劇本的備忘錄，並試圖將卡萊·葛倫從演員陣容中趕出來，取而代之的是他的簽約人約瑟夫·考登。 當美國8月在日本上空引爆兩顆原子彈時，備忘錄重新開始，主要集中在賽茲尼克對劇本的持續不滿上。希區柯考當時在國外，所以威廉·多齊爾請劇作家克利福德·奧德茲重寫。奧德茲之前只為雷電華和葛倫寫過《寂寞芳心》。希區考克和賽茲尼克都很忙，賽茲尼克的劇本助理芭芭拉·基恩（Barbara Keon）將是他唯一的聯繫人。
奧德茲的劇本試圖給故事帶來比以前更多的氣氛。“擴展了角色的情感範圍，他提高了德夫林和艾莉西亞的熱情以及亞歷克斯·賽巴斯的貴族厭倦。他還添加了一種高雅文化的湯來軟化艾莉西亞：她引用記憶中的法國詩歌並演唱舒伯特。” 但他的草稿對賽茲尼克沒有任何幫助，他仍然認為角色缺乏維度，德夫林仍然缺乏魅力，而且這對夫婦睡在一起“可能會在觀眾眼中貶低她”。 班·赫克特的評價，手寫在頁邊空白處，直截了當：“簡直是胡說八道。” 最後，克利福德·奧德茲劇本是一條死胡同：希區考克顯然沒有使用它。
然而，“他”擁有的是“......一部完美的希區考克電影，在任何意義上都充滿激情，質感和意義層次”的劇本。

### 製作過程
《美人計》的主要拍攝於1945年10月22日開始， 並於1946年2月結束。 製作的結構按照希區考克喜歡的方式進行：幾乎所有的拍攝都是在室內、在雷電華攝影棚進行的，甚至是通過背投過程拍攝的看似“外部”的場景。這讓他在一天中最大限度地控制了他的電影製作。在夜晚，他對他在 Bellagio Road 家中的夜間晚會進行了類似的控制。 唯一需要戶外拍攝的場景是在賽馬俱樂部，德夫林和艾麗西亞設法在馬背上與亞歷山大·塞巴斯會面；這個場景是在加州阿卡迪亞的洛杉磯郡植物園拍攝的。第二組工作人員在邁阿密、里約熱內盧和聖安妮塔公園賽馬場拍攝了外景和背投鏡頭。
由於一切都在舞台上進行，製作很順利，問題也很少，比如克勞德·雷恩斯，他比英格麗·褒曼矮三到四英寸。 “（這裡）有一位是侏儒，和一位很高的妻子褒曼小姐”，導演開玩笑地對好朋友雷恩斯說。在雷恩斯和褒曼手拉手走路的場景中，希區考克設計了一套坡道系統，提高了雷恩斯的高度，但攝影機卻看不到。 他還建議雷恩斯試試電梯鞋：“穿上它，會比較舒服點。” 雷恩斯做到了，並在此後使用了它們。 希區考克讓雷恩斯選擇用德式或英式口音扮演塞巴斯；雷恩斯選擇了後者。
英格麗·褒曼的禮服是由伊迪絲·海德 設計的，這是她與希區考克的眾多合作之一。

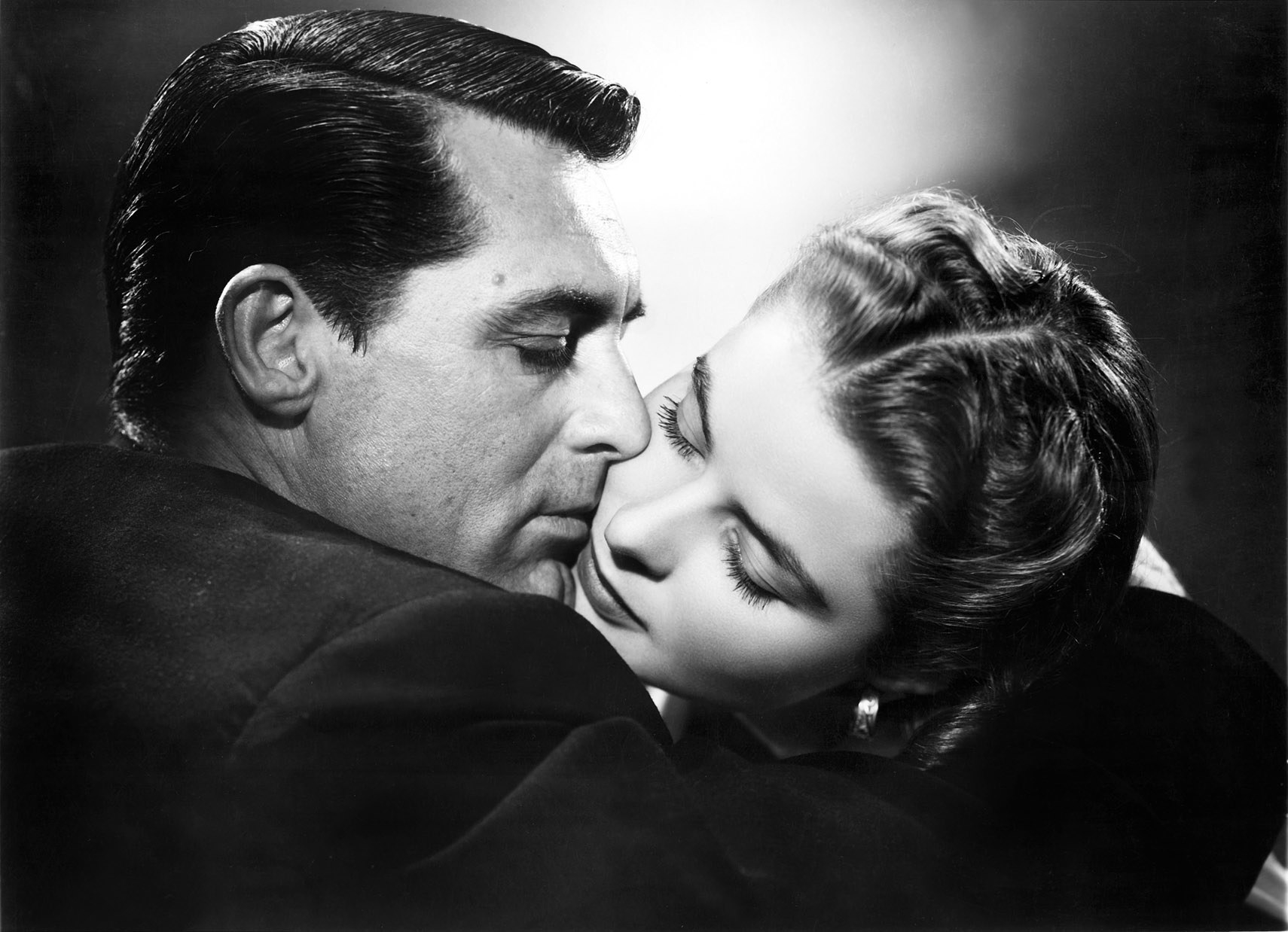
《美人計》片中的吻戲，將幾秒鐘延長到幾分鐘：一個長吻變成一串短吻，超過了三秒以上的接吻禁令。

《美人計》的標誌性場景之一是希區考克每三秒打斷一次兩分半鐘的吻，以使場景通過生產代碼中的三秒規則裂縫。傳記作家派屈克·麥吉利根根寫道：“兩位明星都擔心這種感覺有多奇怪”。“根據英格麗·褒曼的說法，在拍攝過程中，演員們一邊走，一邊互相蹭蹭，鏡頭拖在他們身後，這對演員來說似乎‘非常尷尬’。‘別擔心’，希區考克向她保證。‘該片會在屏幕上看起來很正確。 '”
雖然製作進行得很順利，但也不是沒有一些不尋常的地方。首先是卡萊·葛倫對英格麗·褒曼的幫助，以一種“對他來說非常平靜和明顯不同尋常”的方式。 儘管這是褒曼與希區考克的第二次郊遊（第一次是剛剛完成的《意亂情迷》），但她一開始就很緊張和沒有安全感。經常喜怒無常，有時退縮 的葛倫，雖然，“來到《美人計》的反彈” 並指導她完成了她最初的調整期，以德夫林排練艾麗西亞的方式排練她。 從此開始了兩人一生的友誼。
片場發生了兩場激烈的騷動，都為最終產品提供了信息：一個是希區考克對英格麗·褒曼的日益迷戀，另一個是她與名人戰場攝影師羅伯特·卡帕的痛苦戀情。 由於這種簡單的聯繫，以及“為了完成《美人計》最深刻的邏輯，希區考克做了他職業生涯中前所未有的事情：他讓英格麗成為他最親密的合作夥伴”：
“那個女孩的眼神不對”，英格麗對希區考克說，在晚餐期間拍了幾張特寫之後，每個人都知道有些不對勁。我想她會這樣做。”然後，英格麗按照她的方式完成了這個場景。現場沒有任何聲音，因為希區考克並不樂意接受演員的想法：他從一開始就知道自己想要什麼。嗯在開拍之前，每一個場景的每一個可能發生的事情都已經計劃好了——每一個鏡頭角度，每一個佈景，服裝，道具，甚至聲音線索都已經被預見到，並且在拍攝劇本中。但在這種情況下，一位女演員有一個好主意，令所有人驚訝的是，他說：“我認為你是對的，英格麗德。”
1946年2月製作結束時，希區考克在罐子裡裝著法蘭索瓦·杜魯福後來告訴他“從最少的元素中獲得最大的效果......在你所有的照片中，這是一張讓人感覺您的目標與屏幕上顯示的內容之間最完美的關聯......對眼睛來說，這個合奏就像動畫卡通一樣完美......”

### 音樂
電影學者傑克·沙利文寫道，《美人計》的音樂是希考柯克主要樂曲中最不為人所知的，很少有作家或影迷談論它。“忽視是不幸的，因為羅伊·韋伯創作了希區考克電影中設計最巧妙的樂譜之一。它編織了一個獨特的咒語，一個希區考克以前沒有變過，而時髦、搖擺不定的源音樂也很新穎。”
作曲家是雷電華的一名作曲家羅伊·韋伯，他最近為該工作室的導演瓦爾·魯頓的黑暗電影配樂。他在1920年代在哥倫比亞大學期間為哥倫比亞大學寫了戰鬥歌曲，然後擔任電影作曲家馬克斯·史坦納的助理直到1935年；他的名聲是“可靠，但不光彩”。 希區考克曾試圖讓伯納德·赫爾曼出演《美人計》，但赫爾曼沒空。韋伯也是赫爾曼的粉絲：“伯納德用最少的音符寫出了好萊塢最好的音樂”。
在將財產出售給雷電華之前，賽茲尼克嘗試以典型的賽茲尼克熱情來引導音樂的進程。 他很生氣，因為他之前的希區考克電影沒有出自流行歌曲，所以他考慮了18首“黏糊糊的、感傷的歌曲”，例如《Love Nest》、《Don't Give Any More Beer to My Father》和《In A Little Love Nest Way Up on a Hill》入選《意亂情迷》。然而，此次出售使賽茲尼克不再擔任決策者。
希區考克很高興能擺脫賽茲尼克的控制。將有“在大愛情場景中沒有肥皂泡的小提琴，不再回收賽茲尼克過去電影中最喜歡的線索。他確保沒有邊境南部的陳詞濫調。” 賽茲尼克的退出也讓希區考克和羅伊·韋伯走到了一起進入他們自然的共鳴。“賽茲尼克對‘希區考克該死的拼圖’表示遺憾，這種夢幻般的鋸齒狀圖像創造了他的標誌性主觀性。但韋伯根本不介意拼圖。它補充了他支離破碎的音樂架構，就像電影人物被封鎖的激情反映了他未解決的和聲。像希區考克一樣，韋伯更喜歡氣氛和色調的細微差別，而不是寬泛的手勢。兩人都是處理黑暗和混亂的古典主義者。 他們也有互補的性格：“韋伯有一種謙遜的自我，在為希區考克這樣的控制狂工作時，這是一種得心應手的特質。” 然而，《美人計》的是他們唯一在一起的電影。
艾麗西亞和德夫林一到里約就很快墜入愛河，韋伯用手鼓、吉他、鼓和巴西小號搖擺到巴西舞曲中，為“動蕩的戀情”提供“感性的前戲”。 數字包括“Carnaval no Rio”、“Meu Barco”、“Guanabara”和兩個桑巴舞“Ya Ya Me Leva”和“Bright Samba”。然而，輕描淡寫和非典型用法無處不在：
性感而充滿危險，（愛情音樂）是典型的希區考克浪漫主題，雖然很少用於浪漫。即使在最初的求愛場景中，艾麗西亞和德夫林爬上一座山，欣賞壯觀的景色並擁抱——這肯定是愛情音樂爆發的暗示——“意亂情迷”——主題聽起來只是為了取笑的瞬間。在大多數情況下，它出現在不可預測的時間，在越來越麻煩的和聲中，捕捉到這對夫婦不斷變化的性潛流：艾麗西亞的受傷和壓抑的渴望，德夫林的恐懼、嫉妒和猶豫。 
通常，韋伯和希區考克根本不使用音樂來支撐浪漫場景。兩分半鐘的吻在陽台上開始時以遙遠的音樂開始，但當這對夫婦走進去時，就變得安靜了。 其他時段，他們蔑視傳統智慧：當艾麗西亞要求樂隊停止演奏悶熱的華爾茲舞曲並用巴西音樂來活躍氣氛以覆蓋她與德夫林一起去酒窖的旅行時，拉丁舞曲取代了預期的懸念提示。
希區考克式幽默的各個方面都存在：當艾麗西亞第一次進入塞巴斯豪宅時，滿載邪惡的納粹分子，舒曼正在玩耍。“他們可能很邪惡，但這些恐怖分子具有藝術感和無可挑剔的品味。”

### 電影攝影
羅傑·埃伯特將《美人計》描述為“在他或任何人的作品中擁有一些最有效的攝影鏡頭”。 希區考克在他的第一個場景中發揮了卡萊·葛倫的明星力量，通過演員後腦勺的鏡頭介紹了他的角色，顯示他仔細觀察艾麗西亞。第二天早上，她的過量飲酒得到了加強，特寫鏡頭並從她床邊的一杯起泡的阿斯匹靈 中縮小。鏡頭切換到她的視角，觀眾看到卡萊·葛倫是德夫林，逆光，倒置。 該片還包含在里約熱內盧塞巴安豪宅的跟踪鏡頭：從入口大廳上方的高處開始，攝像機一直跟踪到艾麗西亞的手，顯示她在那裡緊張地扭動鑰匙。

### 製作人員
本片的製作人員如下：
- 導演 - 亞佛烈德·希區考克
- 劇本 - 班·赫克特
- 攝影指導 - 泰德·泰拉夫（英语：Ted Tetzlaff）
- 美術指導 - 艾伯特·達戈斯蒂諾（英语：Albert S. D'Agostino）和卡羅爾·克拉克（英语：Carroll Clark）（美術總監）；德雷爾·希爾弗拉（英语：Darrell Silvera）和克勞德·E·卡本特（英语：Claude E. Carpenter）（布景總監）
- 特效 - 弗農·L·沃克（英语：Vernon L. Walker）和保羅·伊格勒（英语：Paul Eagler）
- 音樂 - 羅伊·韋伯（英语：Roy Webb）（作曲家），康斯坦丁·巴卡萊尼科夫（英语：Constantin Bakaleinikoff）（音樂總監），吉爾·格勞（Gil Grau，管弦樂編曲）
- 剪輯 - 塞隆·沃思（Theron Warth）
- 音頻 - 約翰·特利比和泰瑞·凱勒姆（Terry Kellum）
- 服裝 - 伊迪絲·海德（英格麗·褒曼的禮服設計）
- 副導演 - 威廉·多夫曼（William Dorfman）
- 劇本助理 - 芭芭拉·科恩（Barbara Keon）

## 主題
《美人計》的主要主題是拒絕信任，或者過於自由地給予信任。 德夫林很長時間都在尋找他的信任，而亞歷山大·塞巴斯則很容易地提供了自己的信任，並最終為此付出了巨大的代價。 同樣，本片講述了一個女人需要被信任，一個男人需要向愛敞開心扉。
幽默家希區考克將其定位為經典衝突。他告訴杜魯福
《美人計》的故事是愛情與責任之間的古老衝突。卡萊·葛倫的工作——這是一個頗具諷刺意味的情況——是將英格麗·褒曼推到克勞德·雷恩斯的床上。很難怪他在整個故事中看起來很痛苦，而克勞德·雷恩斯是一個相當吸引人的人物，既因為他的信心被背叛了，也因為他對英格麗·褒曼的愛可能比卡萊·葛倫更深。所有這些心理劇的元素都被編織到了間諜故事中。
沙利文寫道，德夫林將艾麗西亞設置為性誘餌，拒絕為他的角色承擔任何責任，然後當她做得很好時感到沮喪。 
艾麗西亞發現自己被她所愛的男人冷酷地操縱，看到她臭名昭著的行為被用於政治目的，然後害怕被愛人拋棄，這個情人讓她陷入與已故父親的納粹同事上床監視他的痛苦困境——一個真正的男人愛她，也許比德夫林更愛她。亞歷克斯是希區考克筆下最令人痛苦的同情反派，被他深深的嫉妒和憤怒所驅使——更不用說他對一個閹割的母親的迷戀——最終導致了一個突然的、絕對必要的殺死他生命中的摯愛。

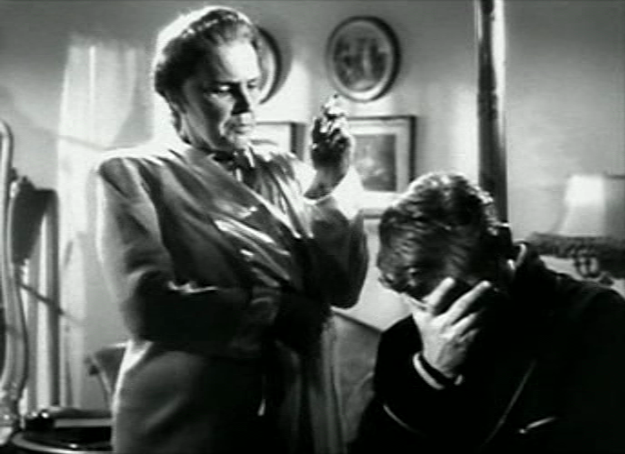
“我們被你的愚蠢所保護——暫時地”，當他們意識到艾麗西亞的真實意圖時，亞歷山大的母親告訴他。

希區考克的母親於1942年9月去世，而《美人計》是他第一次正面解決母親的問題。“在《美人計》中，母親的角色終於得到了充分的介紹和檢驗。不再局限於單純的談話，她作為希區考克電影中的主要角色出現在這裡，而且一下子——就像後來通過《驚魂記》、《鳥》 和《豔賊》——希區考克開始讓母親成為他憤怒、內疚、怨恨和悲傷渴望的個人寶物。” 同時，他將母愛與色情的愛混淆了， 該片及其導演的生活中，“這兩種愛實際上都僅限於渴望和幻想以及未實現的期望”。
飲酒的主題從頭到尾貫穿了整部電影：對艾麗西亞來說，這是一種逃避內疚和痛苦的方式，甚至是徹頭徹尾的毒藥。 當開幕派對上的一位賓客告訴她她已經受夠了，她嗤之以鼻：“重要的酒會還沒有開始。” 她用威士忌掩飾情感拒絕，在開幕式上，里約熱內盧的戶外咖啡館和公寓， 然後，當塞巴斯通過艾麗西亞的咖啡施毒時，飲酒變得更加危險。甚至麥高芬也裝在酒瓶中。“所有的飲酒都是毫無價值的，最後是危險的。”
正如它在第二次世界大戰之後所做的那樣，愛國主義的主題——以及它的局限性——使得“本片的製作完全令人驚訝（而且它如此迅速的成功），因為它包含瞭如此直率的對話關於政府支持的賣淫：性勒索是美國情報人員的想法，他們甘願利用女人（甚至讓她死）來為自己謀取私利。對美國官員道德陰暗的描繪是史無前例的在好萊塢——尤其是在1945年，盟軍的勝利開啟了一個可以理解但最終很危險的沙文主義時代。

## 迴響
本片是1946年坎城影展的官方評選。 《美人計》於1946年8月15日在紐約無線電城音樂廳首映，希區考克、英格麗·褒曼和卡萊·葛倫出席了首映會。

### 票房
本片首映時在美國和加拿大的影院票房為485萬美元，成為當年票房最高的電影之一。 在海外，該片賺取了230萬美元，全球票房為715萬美元，為雷電華帶來了101萬美元的利潤。

### 評論
博斯利·克勞瑟在《紐約時報》上撰文稱讚這部電影，寫道：“赫克特先生寫了，希區考克先生導演了出色的風格，一部浪漫的情節劇，幾乎和它們一樣令人興奮——在戲劇性的動作中天鵝絨般光滑，其角色尖銳而堅定，並充滿熱情的情感吸引力。”  通常簡潔的萊斯利·哈利威爾幾乎對《美人計》：“精湛的浪漫懸疑片包含希區考克的一些最佳作品。” 幾十年後來，羅傑·埃伯特也稱讚了這部電影，將其加入了他的“偉大電影”名單，並稱其為“大師視覺風格的最優雅表達”。 在爛番茄網站上，這部電影的整體好評率為96%，基於48條評論的平均評分為8.9/10，共識如下：“希區考克的崇高指導，英格麗·褒曼和卡萊·葛倫的精彩中心表演，使本片成為值得重溫的真正經典之作。” 截至2021年1月，《美人計》是影評人聚合網站Metacritic上僅有的八部得分100分（滿分）的電影之一（另外兩部希區柯克電影《迷魂記》和《後窗》也在名單上）。
《美人計》的是派翠西亞·希區考克最喜歡她父親的作品。“多麼完美的電影！”，她告訴她父親的傳記作者夏洛特·錢德勒。“我越看《美人計》，我就越喜歡它。”
克勞德·雷恩斯獲得奧斯卡最佳男配角提名，班·赫克特獲得奧斯卡最佳原創劇本獎提名。

### 評價
影評人羅傑·埃伯特在1991年將《美人計》列入了他有史以來最偉大的十部電影名單，稱其為他最喜歡的希區考克電影。 《娛樂週刊》在1999年的“有史以來最偉大的電影”名單中將其評為第66名。 1999年，《村聲》在其250部“本世紀最佳電影”榜單中排名第77名，該根據評論家的民意調查得出的。 2005年，赫克特的劇本被兩個美國作家協會投票選為有史以來101部最佳劇本之一。 次年，《美人計》被國會圖書館選為美國國家電影登記表保存，因為它具有“文化、歷史或美學意義”。美國電影協會將本片列為AFI百年百大驚悚電影第38名和AFI百年百大愛情電影第86名。《時代雜誌》將其列入由理查德·科里斯和理查德·希克爾選出的時代雜誌百大電影（自該雜誌創刊以來最偉大的電影名單）。 本片在2008年被法國著名雜誌《電影手冊》評選為“百部最偉大的電影”名單中的第38名。 《美人計》在BBC2015年美國百部最偉大電影榜單中排名第68名。

## 延長閱讀
- Brown, Curtis F. The Pictorial History of Film Stars – Ingrid Bergman. New York: Galahad Books, 1973. ISBN 0-88365-164-5, p. 76–81
- Eliot, Marc. . London: Aurum Press. 2005: 434 pages. ISBN 1-84513-073-1.
- Humphries, Patrick. The Films of Alfred Hitchcock. Crescent Books, a Random House company, 1994 revised edition. ISBN 0-517-10292-7, p. 88–93
- McGilligan, Patrick. . London: John Wiley and Sons. 2003: 850 pages. ISBN 0-470-86973-9.
- Park, William, , , Bucknell University Press（英语：Bucknell University Press）, 2011  [2022-06-08], ISBN 978-1-6114-8363-5, （原始内容存档于2022-06-08）
- Spoto, Donald. . America: DaCapo Press. 2001: 474 pages. ISBN 0-306-81030-1.

## 外部連結
- 互联网电影数据库（IMDb）上《美人计》的资料（英文）
- TCM电影资料库上《美人计》的资料（英文）
- AllMovie上《美人计》的资料（英文）
- 美国电影学会目录上的《美人计》（英文）